# Matwei Genrichowitsch Maniser
Matwei Genrichowitsch Maniser (russisch Матвей Генрихович Манизер; * 5.jul. / 17. März 1891greg. in Sankt Petersburg; † 20. Dezember 1966 in Moskau) war ein russisch-sowjetischer Bildhauer und Kunstschriftsteller. Zwischen 1947 und 1966 bekleidete er das Amt des Vizepräsidenten der Akademie der Künste der UdSSR. Maniser schuf zahlreiche Skulpturen, die zu den klassischen Werken des sozialistischen Realismus zählen.

## Leben
Matwei Maniser war der Sohn des Künstlers Genrich Matwejewitsch Maniser (1847–1925). 1908/1909 studierte er an der Zentralen Schule für Technisches Zeichnen „A. L. Stieglitz“ bei Wassili Sawinski, 1909 bis 1911 an der Zeichenschule der Gesellschaft für Wanderausstellungen. Das Studium setzte er dann bis 1916 an der Russischen Akademie der Künste bei Wladimir Beklemischew fort. Von 1921 bis 1929 arbeitete Maniser dort als Dozent. 1926 wurde er Mitglied der Assoziation der Künstler des Revolutionären Russland (AChRR), die sich 1922 gegründet hatte und zu der zwischen 80 und 300 Mitglieder gehörten, überwiegend Bildhauer und Maler.
Zwischen 1937 und 1941 war Maniser Vorsitzender der Leningrader Abteilung der Union sowjetischer Künstler. 1941 trat er in die KPdSU ein. Nach dem Krieg, 1947, wurde er ordentliches Mitglied und Vizepräsident der Akademie der Künste der UdSSR. Ab 1941 wohnte er in Moskau.
Zu seinen Schülern zählten die später bekannten Künstler Ksanfi Kusnezow (ukrainisch Ксанфій Андрійович Кузнецов) (1913–1984), Iwan Perschudschew (russisch Иван Гаврилович Першудчев) (1915–1987) und Gawril Glikman (russisch Гавриил Давидович Гликман) (1913–2003).
Seine Werke und die dabei gesammelten Erfahrungen fasste er selbst in Kunstbüchern zusammen.
Matwei Maniser wurde auf dem Nowodewitschi-Friedhof in Moskau begraben. Ein nacktes Liebespaar aus Marmor mit einer eingemeißelten Unterschrift schmückt seine Grabstätte (Abteilung Nr. 6).

## Familiäres
Seine Ehefrau Jelena Alexandrowna Janson-Maniser war ebenfalls Künstlerin und Bildhauerin. Auch ihr gemeinsamer Sohn Gugo Maniser wurde ein anerkannter sowjetischer Künstler. Der Bruder von Matwei, Genrich Maniser (1889–1917), studierte Sprachwissenschaften und war Ethnograph. Er machte sich vor allem um die Erforschung der Sprachen der Indianer Südamerikas verdient und trug eine umfangreiche ethnographische Sammlung zusammen.

## Werke (Auswahl)
Bereits in den Jahren 1920/1921 beteiligte sich Maniser an der Gemeinschaftsarbeit für ein monumentales Propaganda-Relief „Der Arbeiter“ in der Petrowski-Passage in Moskau.
Die berühmten Dichter, Wissenschaftler und Politiker der Sowjetunion erhielten Denkmale an vielen Orten. Einige dieser staatlichen Aufträge führte Matwei Maniser aus.
Das Mahnmal für die Opfer des 9. Januar 1905 (Petersburger Blutsonntag) auf dem Friedhof 9. Januar 1905 (ehemals russisch-orthodoxe Begräbnisstätte der Verklärung des Herrn) in Obuchowo bei Leningrad (heute St. Petersburg) entstand 1929 bis 1931 in Manisers Werkstatt. Weiterhin schuf er ein Denkmal für Dmitri Mendelejew, das auf dem Hof des Mendelejew-Instituts für Technologie am Moskowski-Prospekt aufgestellt wurde.

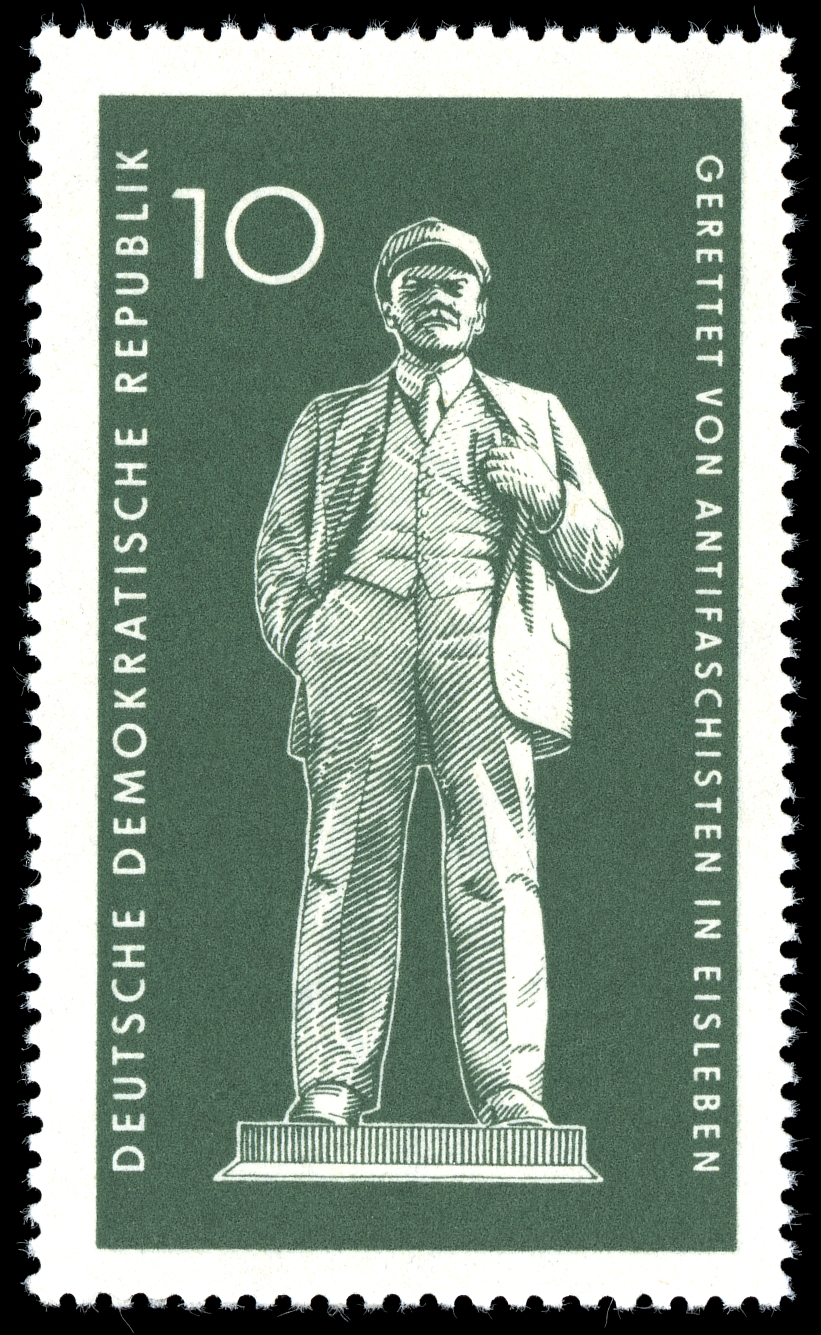
Lenindenkmal in Eisleben auf einer DDR-Briefmarke

Denkmale zu Ehren von Lenin entwarf er 1925 für die Stadt Petrosawodsk, 1929 für die Stadt Puschkin, 1933 für Moskau mit dem Aufstellort vor dem W. I. Lenin-Zentralstadion, 1934 für die Aufstellung vor dem Regierungsgebäude in Minsk, 1940 in Uljanowsk und schließlich 1958 für den Pavillon der Sowjetunion auf der Brüsseler Weltausstellung. Es folgten Skulpturen für Wassili Tschapajew (1932) und 1938 für den Politiker Walerian Kuibyschew in Kuibyschew (heute Samara). Denkmale für Taras Schewtschenko in Charkow (1935) und Kiew (1938) wurden auch in Manisers Atelier gefertigt. Des Weiteren stammen die Reliefs für Soja Kosmodemjanskaja in der Moskauer Tretjakow-Galerie (1942), für Iwan Pawlow in Rjasan (1949), Alexander Puschkin am Ort seines letzten Duells und viele andere Monumente von Maniser. Sein wohl bekanntestes Werk ist ein Diskuswerfer. Dessen Geschichte geht auf eine ganze Skulpturenserie zum Thema Sport zurück, die 1926 zusammen mit seiner Frau Jelena Janson-Maniser und T. S. Kirpitschnikowa entstanden ist. Diese vielen kleinen Figuren wurden in der 1857 gegründeten Bronze- und Zinkgussfabrik Roter Wyborger (Красный Выборжец) hergestellt, die für ihre ausgezeichnete Arbeit bekannt war. 1940 lieferte Maniser die Puschkin-Statue für das neue Bahnhofsgebäude der Stadt Puschkin (Station „Kinderdorf“), 1955 ein Denkmal für Iwan Mitschurin in der Stadt Mitschurinsk.
Zahlreiche Skulpturen schuf Maniser zwischen 1936 und 1939 für die Moskauer Metro, darunter mehrere für die Station „Platz der Revolution“ (Площадь Революции). In den Nischenbögen sind vor allem Menschen bei der Arbeit dargestellt: ein sitzender Grenzsoldat mit Hund, eine Frau mit Huhn, ein junger Arbeiter mit einem Getriebe. Eine weitere Station, „Elektrosawodskaja“ (Электрозаводская) trägt an der Fassade der Eingangshalle eine Figurengruppe des Bildhauers mit Bauarbeitern der Metro. An der Station „Partisanskaja“ (Партизанская) stehen ebenfalls zwei Skulpturen von Maniser: eine für Soja Kosmodemjanskaja und eine zweite für den Partisanen Matwei Kusmin.
Schließlich gestaltete Maniser auch Stalins Totenmaske (1953).

## Auszeichnungen und Ehrungen
Im Jahr 1933 bekam Maniser den Ehrentitel „Verdienter Künstler der Belorussischen Sowjetrepublik“ und 1958 wurde er „Volkskünstler der UdSSR“.
Für sein künstlerisches Schaffen erhielt er 1941 den Stalinpreis Zweiter Klasse für das Lenindenkmal in Uljanowsk, 1943 den Stalinpreis Erster Klasse für das Kosmodemjanskaja-Denkmal. Die damit verbundene Geldprämie (100.000 Rubel) spendete Maniser dem Nationalen Verteidigungsfonds. Außerdem war er Träger des Leninordens und des Ordens Roter Stern.
Zu Ehren Manisers erhielt die Kunstgießerei „Monumentskulptura“ in St. Petersburg den Zusatznamen M. G. Maniser.
Im Jahr 1965 entstand in den Filmstudios von „Zentrnautschfilm“ (Zentralstudio für populärwissenschaftliche und Lehrfilme) in Moskau unter der Regie von Wladimir Tomberg das Filmporträt „Die Berufung des Bildhauers“ (Призвание скульптора) über das Leben von Matwei Maniser.